# Geschützter Landschaftsbestandteil Felsen westlich Altenhundem
Der Geschützte Landschaftsbestandteil Felsen westlich Altenhundem mit einer Flächengröße von 0,50 ha liegt westlich von Altenhundem im Stadtgebiet von Lennestadt (Kreis Olpe). Es wurde 2020 durch den Kreistag des Kreises Olpe als Geschützter Landschaftsbestandteil (LB) mit dem Landschaftsplan  Nr. 5 Rothaarvorhöhen zwischen Olpe und Altenhundem ausgewiesen. Von 1984 bis 2020 gehörten die Flächen zum Landschaftsschutzgebiet Kreis Olpe. Von 1984 bis 2020 gehörten die Flächen zum Landschaftsschutzgebiet Kreis Olpe. Der LB ist vom Landschaftsschutzgebiet Rothaarvorhöhen, Typ A umgeben.

## Gebietsbeschreibung
Im LB liegt ein Traubeneichen-Bestand mit einer Felsgruppe am ostexponierten Hang des Berges Wimpel. Die Felsen sind 6 bis 8 m hoch. Die Felsen sind moos- und flechtenreich. Oberhalb der Felsen steht ein lichter, zwergstrauchreicher Traubeneichenwald. Einzelne Eichen sind mehrtriebig.
Der Landschaftsplan führt zum LB aus: „Felsen und Traubeneichenwald bilden einen markanten Biotopkomplex. Felsen und Felswald sind eine naturnahe, strukturreiche Biotopinsel innerhalb der teilweise uniformen Waldlandschaft im Nordosten des Plangebietes.“

## Schutzzweck
Die Ausweisung erfolgt:
- „zur Sicherung des Felsen“
- „als wichtige Komponente der Leistungs- und Funktionsfähigkeit des Naturhaushaltes durchn Erhaltung und Entwicklung seltener Biotopstrukturen sowie als Lebensraum wild lebender Tier- und Pflanzenarten,“
- „als Verbindungselement im Sinne des Biotopverbundsystems,“
- „zur Sicherung des geologischen Aufschlusses als Zeugnis der Erdgeschichte (Geotop).“[1]

## Verbote
Es wurden zwei spezielle Verbote für den LB erlassen:
- „den Felsen zu beklettern,“
- „den Felsen ganz oder in Teilen abzutragen.“[1]

## Gebote
Für den LB wurden drei spezielle Gebote erlassen:
- „den zwergstrauchreichen Traubeneichenwald zu erhalten und zu fördern,“
- „vorhandenen Müll und Unrat zu entfernen,“
- „aufkommende nicht standortheimische Gehölze und Pflanzenarten zu entfernen.“[1]